# Andreas Prommegger
Andreas Prommegger (Schwarzach im Pongau, 10 november 1980) is een Oostenrijkse snowboarder. Hij vertegenwoordigde zijn vaderland op de Olympische Winterspelen 2006 in Turijn, op de Olympische Winterspelen 2010 in Vancouver, op de Olympische Winterspelen 2014 in Sotsji en op de Olympische Winterspelen 2018 in Pyeongchang.

## Carrière
Prommegger maakte zijn wereldbekerdebuut op 11 januari 1997 in Lenggries, een dag later scoorde hij daar zijn eerste wereldbekerpunten. In januari 2000 behaalde hij in Tandadalen zijn eerste toptienklassering, twee jaar later stond hij in Winterberg voor de eerste maal in zijn carrière op het podium van een wereldbekerwedstrijd. In januari 2008 boekte de Oostenrijker in La Molina zijn eerste wereldbekerzege. In het seizoen 2011/2012 won Prommegger het wereldbekerklassement op de parallel onderdelen.
Prommegger nam in zijn carrière elf keer deel aan de wereldkampioenschappen snowboarden. Op de FIS wereldkampioenschappen snowboarden 2017 in de Spaanse Sierra Nevada werd hij wereldkampioen op zowel de parallelslalom als de parallelreuzenslalom.
Tijdens de Olympische Winterspelen van 2006 in Turijn eindigde de Oostenrijker als negende op de parallelreuzenslalom, vier jaar later eindigde Prommegger op datzelfde onderdeel opnieuw op de negende plaats. Op de Olympische Winterspelen van 2014 in Sotsji eindigde hij als achtste op parallelreuzenslalom en als dertiende op de parallelslalom. In 2018 in Pyeongchang eindigde de Oostenrijker als twaalfde op de parallelreuzenslalom.

## Resultaten

### Olympische Winterspelen
| Jaar | Plaats      | Resultaten                                 |
| ---- | ----------- | ------------------------------------------ |
| 2006 | Turijn      | 9e Parallelreuzenslalom                    |
| 2010 | Vancouver   | 9e Parallelreuzenslalom                    |
| 2014 | Sotsji      | 13e Parallelslalom 8e Parallelreuzenslalom |
| 2018 | Pyeongchang | 12e Parallelreuzenslalom                   |
| 2022 | Peking      | 6e Parallelreuzenslalom                    |

### Wereldkampioenschappen
| Jaar | Plaats               | Resultaten                                                     |
| ---- | -------------------- | -------------------------------------------------------------- |
| 1999 | Berchtesgaden        | 43e Snowboardcross                                             |
| 2001 | Madonna di Campiglio | 23e Parallelslalom 10e Parallelreuzenslalom 22e Snowboardcross |
| 2005 | Whistler             | 9e Parallelslalom 5e Parallelreuzenslalom                      |
| 2007 | Arosa                | 4e Parallelslalom 5e Parallelreuzenslalom                      |
| 2009 | Gangwon              | 7e Parallelslalom 6e Parallelreuzenslalom                      |
| 2011 | La Molina            | 4e Parallelslalom 20e Parallelreuzenslalom                     |
| 2013 | Stoneham             | 4e Parallelslalom 5e Parallelreuzenslalom                      |
| 2015 | Kreischberg          | 12e Parallelslalom 14e Parallelreuzenslalom                    |
| 2017 | Sierra Nevada        | Parallelslalom · Parallelreuzenslalom                          |
| 2019 | Park City            | 6e Parallelslalom 16e Parallelreuzenslalom                     |
| 2021 | Rogla                | Parallelslalom · 16e Parallelreuzenslalom                      |
| 2023 | Bakoeriani           | Parallelslalom · 6e Parallelreuzenslalom · Parallelslalom team |
| 2025 | Engadin              | 4e Parallelslalom · 5e Parallelreuzenslalom · Parallel team    |

### Wereldbeker
Eindklasseringen
| Seizoen   | Algm   | PAR    | SBX | PGS    | PSL  | GS   | SL   |
| --------- | ------ | ------ | --- | ------ | ---- | ---- | ---- |
| 1996/1997 | 127e   | –      | –   | –      | –    | –    | 104e |
| 1997/1998 | 127e   | –      | –   | –      | –    | 116e | 52e  |
| 1998/1999 | 127e   | –      | –   | –      | –    | 66e  | 42e  |
| 1999/2000 | 42e    | 21e    | 32e | 21e    | –    | 23e  | –    |
| 2000/2001 | 34e    | –      | 28e | –      | 15e  | 25e  | –    |
| 2001/2002 | –      | 37e    | –   | 25e    | 23e  | 20e  | –    |
| 2002/2003 | 24e    | 35e    | 57e | –      | –    | –    | –    |
| 2003/2004 | 6e     | 12e    | 58e | –      | –    | –    | –    |
| 2004/2005 | –      | 7e     | –   | –      | –    | –    | –    |
| 2005/2006 | 6e     | 4e     | –   | –      | –    | –    | –    |
| 2006/2007 | 13e    | 9e     | –   | –      | –    | –    | –    |
| 2007/2008 | 4e     | Brons  | –   | –      | –    | –    | –    |
| 2008/2009 | 5e     | 4e     | –   | –      | –    | –    | –    |
| 2009/2010 | Brons  | Zilver | –   | –      | –    | –    | –    |
| 2010/2011 | Zilver | Zilver | –   | –      | –    | –    | –    |
| 2011/2012 | –      | Goud   | –   | –      | –    | –    | –    |
| 2012/2013 | –      | Goud   | –   | Goud   | 4e   | –    | –    |
| 2013/2014 | –      | 7e     | –   | 9e     | 5e   | –    | –    |
| 2014/2015 | –      | 26e    | –   | 26e    | 21e  | –    | –    |
| 2015/2016 | –      | 4e     | –   | Brons  | 9e   | –    | –    |
| 2016/2017 | –      | Goud   | –   | Zilver | 5e   | –    | –    |
| 2017/2018 | –      | 7e     | –   | 7e     | 12e  | –    | –    |
| 2018/2019 | –      | 6e     | –   | Zilver | 25e  | –    | –    |
| 2019/2020 | –      | 6e     | –   | 15e    | Goud | –    | –    |

Wereldbekerzeges
| Datum            | Plaats        | Onderdeel            |
| ---------------- | ------------- | -------------------- |
| 19 januari 2008  | La Molina     | Parallelreuzenslalom |
| 31 januari 2009  | Sudelfeld     | Parallelreuzenslalom |
| 6 februari 2010  | Sudelfeld     | Parallelreuzenslalom |
| 10 oktober 2010  | Landgraaf     | Parallelslalom       |
| 27 maart 2011    | Arosa         | Parallelreuzenslalom |
| 13 januari 2012  | Jauerling     | Parallelslalom       |
| 22 februari 2012 | Stoneham      | Parallelreuzenslalom |
| 10 maart 2012    | La Molina     | Parallelreuzenslalom |
| 21 december 2012 | Carezza       | Parallelreuzenslalom |
| 11 januari 2013  | Bad Gastein   | Parallelslalom       |
| 14 februari 2013 | Sotsji        | Parallelreuzenslalom |
| 16 maart 2013    | La Molina     | Parallelreuzenslalom |
| 27 februari 2016 | Kayseri       | Parallelreuzenslalom |
| 12 februari 2017 | Pyeongchang   | Parallelreuzenslalom |
| 5 maart 2017     | Kayseri       | Parallelreuzenslalom |
| 20 januari 2018  | Rogla         | Parallelreuzenslalom |
| 17 januari 2019  | Pyeongchang   | Parallelreuzenslalom |
| 7 december 2019  | Bannoje       | Parallelslalom       |
| 25 januari 2020  | Piancavallo   | Parallelslalom       |
| 12 december 2021 | Bannoje       | Parallelslalom       |
| 19 maart 2022    | Berchtesgaden | Parallelslalom       |
| 15 december 2022 | Carreza       | Parallelreuzenslalom |
| 24 februari 2024 | Krynica       | Parallelreuzenslalom |
| 19 januari 2025  | Bansko        | Parallelslalom       |
| 2 maart 2025     | Krynica       | Parallelreuzenslalom |